# Brescia Calcio 2013-2014
Questa pagina raccoglie i dati riguardanti il Brescia Calcio nelle competizioni ufficiali della stagione 2013-2014.

## Stagione
Non rinnovato il contratto ad Alessandro Calori come guida tecnica, per la stagione 2013-2014 viene chiamato come allenatore Marco Giampaolo che dopo poco rassegna tuttavia le dimissioni, accettate dalla società il 25 settembre, la quale affida la squadra ad interim a Luigi Maifredi. Il 30 settembre viene ingaggiato Cristiano Bergodi come nuovo allenatore, il quale guiderà le rondinelle fino alla 27ª giornata, dopo la sconfitta (0-2) con il Carpi, venendo sostituito dal tecnico Ivo Iaconi che porta a termine il campionato. Sul fronte mercato è stato riscattato Daniele Corvia e ingaggiato Nnamdi Oduamadi in prestito dal Milan, mentre Fabio Daprelà viene ceduto al Palermo. Il Brescia ottiene il tredicesimo posto con 59 punti in campionato, con gli stessi punti di Carpi ed Avellino, ancora una volta è Andrea Caracciolo con 19 reti il miglior marcatore stagionale delle rondinelle. Nella Coppa Italia il Brescia supera il Teramo (3-1) nel secondo turno, poi viene eliminato nel terzo turno (1-0) dal Bologna.

## Divise e sponsor
Lo sponsor tecnico per la stagione 2013-2014 è Adidas, mentre lo sponsor ufficiale è UBI Banco di Brescia.
| Casa | Trasferta | Terza maglia |

## Rosa
| N. |                       | Ruolo | Calciatore                |
| -- | --------------------- | ----- | ------------------------- |
| 1  | Italia (bandiera)     | P     | Michele Arcari            |
| 2  | Uruguay (bandiera)    | C     | Rubén Olivera             |
| 3  | Italia (bandiera)     | C     | Tommaso Coletti           |
| 4  | Brasile (bandiera)    | C     | Vitor Saba                |
| 5  | Italia (bandiera)     | C     | Alessandro Budel          |
| 6  | Italia (bandiera)     | D     | Valerio Di Cesare         |
| 7  | Brasile (bandiera)    | C     | Felipe Sodinha            |
| 8  | Italia (bandiera)     | C     | Luigi Scaglia             |
| 9  | Italia (bandiera)     | A     | Andrea Caracciolo         |
| 11 | Svezia (bandiera)     | A     | Marko Mitrović            |
| 12 | Italia (bandiera)     | P     | Alessio Cragno            |
| 14 | Ghana (bandiera)      | C     | Isaac Ntow                |
| 15 | Italia (bandiera)     | D     | Marco Zambelli (capitano) |
| 16 | Senegal (bandiera)    | A     | Alioune Badara Seck       |
| 17 | Libia (bandiera)      | C     | Ahmad Benali              |
| 18 | Slovacchia (bandiera) | D     | Richard Lašík             |
| 19 | Brasile (bandiera)    | C     | Lucas Finazzi             |
| 20 | Nigeria (bandiera)    | A     | Nnamdi Oduamadi           |
| 20 | Italia (bandiera)     | C     | Mario Gargiulo            |

| N. |                      | Ruolo | Calciatore            |
| -- | -------------------- | ----- | --------------------- |
| 21 | Italia (bandiera)    | C     | Matteo Mandorlini     |
| 22 | Italia (bandiera)    | P     | Stefano Russo         |
| 22 | Italia (bandiera)    | C     | Paolo Grossi          |
| 23 | Italia (bandiera)    | D     | Gianluca Freddi       |
| 24 | Italia (bandiera)    | D     | Massimo Paci          |
| 26 | Italia (bandiera)    | C     | Fabio Bertoli         |
| 27 | Italia (bandiera)    | D     | Nicola Lancini        |
| 27 | Argentina (bandiera) | A     | Juan Ignacio Antonio  |
| 28 | Italia (bandiera)    | C     | Nicolò Quaggiotto     |
| 29 | Senegal (bandiera)   | C     | Adama Diouf           |
| 30 | Italia (bandiera)    | D     | Agostino Camigliano   |
| 31 | Italia (bandiera)    | D     | Alberto Boniotti      |
| 32 | Italia (bandiera)    | A     | Daniele Corvia        |
| 33 | Croazia (bandiera)   | D     | Tonći Kukoč-Petraello |
| 34 | Italia (bandiera)    | P     | Stefano Minelli       |
| 35 | Italia (bandiera)    | A     | Marco Valotti         |
| 36 | Italia (bandiera)    | D     | Daniele Mori          |
| 37 | Italia (bandiera)    | P     | Lorenzo Andrenacci    |
| 38 | Italia (bandiera)    | C     | Leonardo Morosini     |

## Organigramma societario
Area direttiva
- Presidente: Luigi Corioni
- Vice Presidente: Luca Saleri
- Direttore Sportivo: Pierfrancesco Visci
- Amministrazione: Antilia Ferrari

Area organizzativa
- Segretario generale: Fabio Torresani
- Team manager: Edoardo Piovani
- Segreteria operativa: Francesco Marconi

Area comunicazione
- Ufficio Stampa & Comunicazione: Roberto Rodio
- Responsabile commerciale: Yassine Fellag

Area sanitaria
- Responsabile sanitario: Fabio De Nard
- Medici sociali: Diego Giuliani - Giampiero Metelli
- Massofisioterapisti: Alex Maggi, Enzo Verzeletti
- Fisioterapista: Paolo Ringhini

Area tecnica
- Allenatore: Marco Giampaolo (fino al 24 settembre 2013), poi Fabio Micarelli (interim), poi Luigi Maifredi (interim), poi Cristiano Bergodi (fino al 3 marzo 2014), poi Ivo Iaconi
- Allenatore in seconda: Fabio Micarelli (fino al 24 settembre 2013), poi Luigi Ciarlantini (fino al 3 marzo 2014), poi Umberto Marino
- Direttore tecnico: Luigi Maifredi
- Preparatori atletici: Alessio Squassoni, Roberto Peresutti (fino al 24 settembre 2013), poi Marco Oneto (fino al 3 marzo 2014), poi Marattilio Marcatilli
- Tattico: Raffaele Longo (dal 30 settembre 2013 al3 marzo 2014)
- Preparatore dei portieri: Alfredo Magni

## Calciomercato
- Fonte:  TransferMarkt [collegamento interrotto], su transfermarkt.it. URL consultato l'11 agosto 2013.

### Sessione estiva(dal 1º/7 al 2/9)
| Acquisti         | Acquisti                | Acquisti       | Acquisti                                          |
| R.               | Nome                    | da             | Modalità                                          |
| ---------------- | ----------------------- | -------------- | ------------------------------------------------- |
| D                | Massimo Paci            |                | svincolato                                        |
| D                | Tonći Kukoč-Petraello   |                | svincolato                                        |
| D                | Gianluca Freddi         |                | svincolato                                        |
| D                | Valerio Di Cesare       | Torino         | definitivo                                        |
| C                | Matteo Mandorlini       | Grosseto Parma | fine prestito risoluzione comproprietà            |
| C                | Tommaso Coletti         | Teramo         | definitivo                                        |
| C                | Paolo Grossi            | Verona         | prestito                                          |
| A                | Nnamdi Oduamadi         | Milan          | prestito con diritto di riscatto e controriscatto |
| A                | Juan Ignacio Antonio    | Sampdoria      | prestito                                          |
| Altre operazioni |                         |                |                                                   |
| R.               | Nome                    | da             | Modalità                                          |
| P                | Gianraffaele Sestito    | Pistoiese      | fine prestito                                     |
| D                | Gianmarco Gerevini      | Viareggio      | fine prestito                                     |
| D                | Davide Ferrari          | San Marino     | definitivo                                        |
| D                | Antonio Magli           | Feralpisalò    | fine prestito                                     |
| D                | Antonio Aldo Caracciolo | Genoa          | risoluzione comproprietà                          |
| D                | Nicolò Belotti          | Parma          | definitivo                                        |
| C                | Lucas Finazzi           | Chievo         | prestito con diritto di riscatto                  |
| C                | Simone Fantoni          | Giacomense     | fine prestito                                     |
| C                | Fabrizio Paghera        | Lanciano       | fine prestito                                     |
| C                | Nicolò Quaggiotto       | Santarcangelo  | fine prestito                                     |
| A                | Daniele Ferri           | Forlì          | fine prestito                                     |
| A                | Denis Maccan            | Fidelis Andria | fine prestito                                     |
| A                | Edoardo Defendi         | San Marino     | fine prestito                                     |
| A                | Manuel Canini           | Cesena         | definitivo                                        |
| A                | Daniele Corvia          | Lecce          | riscatto prestito (0,2 milioni €)                 |
| A                | Manuel Gullotta         | Inter          | comproprietà                                      |

| Cessioni         | Cessioni                | Cessioni    | Cessioni                                 |
| R.               | Nome                    | a           | Modalità                                 |
| ---------------- | ----------------------- | ----------- | ---------------------------------------- |
| P                | Andrea Caroppo          |             | svincolato                               |
| P                | Stefano Russo           | Parma       | definitivo                               |
| D                | Luca Caldirola          | Cesena      | fine prestito                            |
| D                | Sebastian De Maio       |             | svincolato                               |
| D                | Antonio Aldo Caracciolo | Cremonese   | prestito                                 |
| D                | Fabio Daprelà           | Palermo     | definitivo (1,5 milioni €)               |
| D                | Nicola Lancini          | Venezia     | prestito                                 |
| C                | Fausto Rossi            | Juventus    | fine prestito                            |
| C                | Maximiliano Arias       |             | svincolato                               |
| A                | Giulio Antonio Picci    |             | svincolato                               |
| Altre operazioni |                         |             |                                          |
| R.               | Nome                    | a           | Modalità                                 |
| D                | Simone Fantoni          | SPAL        | prestito                                 |
| D                | Nicola Falasco          | Viareggio   | prestito                                 |
| D                | Davide Ferrari          | Viareggio   | prestito                                 |
| C                | Gianmarco Gerevini      | Viareggio   | prestito                                 |
| C                | Omar El Kaddouri        | Napoli      | risoluzione comproprietà (1,5 milioni €) |
| C                | Panagiōtīs Kone         | Bologna     | risoluzione comproprietà (1,7 milioni €) |
| C                | Antonio Magli           | Feralpisalò | comproprietà                             |
| C                | Fabrizio Paghera        | Lanciano    | comproprietà                             |
| C                | Marco Martina Rini      | Cremonese   | prestito con diritto di riscatto         |
| C                | Nicolò Quaggiotto       | Lumezzane   | prestito                                 |
| A                | Edoardo Defendi         | Como        | prestito con diritto di riscatto         |
| A                | Denis Maccan            |             | svincolato                               |

## Risultati

### Serie B

#### Girone di andata
| Arbitro: | Ghersini (Genova) |

|                         |           |                          |
| And. Caracciolo 4’, 79’ | Marcatori | 31’ Paghera 86’ Plasmati |

| Bari 31 agosto 2013, ore 20:30 CEST 2ª giornata | Bari             | 0 – 0 referto | Brescia | Stadio San Nicola (1.039 spett.)\| Arbitro: \| Fabbri (Ravenna) \| |
| Arbitro:                                        | Fabbri (Ravenna) |               |         |                                                                    |

| Arbitro: | Di Bello (Brindisi) |

|                     |           |              |
| And. Caracciolo 26’ | Marcatori | 59’ González |

| Arbitro: | Pairetto (Nichelino) |

|                      |           |                              |
| Antenucci 36’ (rig.) | Marcatori | 45+2’ Mitrović 49’ Di Cesare |

| Arbitro: | Saia (Palermo) |

|               |           |                                |
| Di Cesare 49’ | Marcatori | 39’ Bernardeschi 42’ Pettinari |

| Carpi 24 settembre 2013, ore 20:30 CEST 6ª giornata | Carpi                  | 0 – 0 referto | Brescia | Stadio Sandro Cabassi (2.539 spett.)\| Arbitro: \| Manganiello (Pinerolo) \| |
| Arbitro:                                            | Manganiello (Pinerolo) |               |         |                                                                              |

| Arbitro: | Di Paolo (Avezzano) |

|                          |           |  |
| Morrone 39’ Jonathas 47’ | Marcatori |  |

| Arbitro: | Pinzani (Empoli) |

|                     |           |             |
| And. Caracciolo 31’ | Marcatori | 60’ Belotti |

| Arbitro: | Merchiori (Ferrara) |

|                                   |           |                              |
| Sansovini 54’ (rig.) Ebagua 90+3’ | Marcatori | 66’ L.A. Scaglia 78’ Coletti |

| Arbitro: | La Penna (Roma 1) |

|                                                                       |           |             |
| Di Gennaro 24’ (aut.) Benali 38’ And. Caracciolo 52’ Juan Antonio 81’ | Marcatori | 66’ Dumitru |

| Arbitro: | Aureliano (Bologna) |

|                                   |           |                             |
| Coletti 25’ Giacomazzi 42’ (aut.) | Marcatori | 68’ Pulzetti 77’ D'Agostino |

| Arbitro: | Mariani (Aprilia) |

|                                     |           |                                                   |
| Mascara 36’ Ragusa 44’ Politano 56’ | Marcatori | 21’ Grossi 75’ And. Caracciolo 90+4’ (aut.) Zauri |

| Arbitro: | Borriello (Mantova) |

|  |           |                                 |
|  | Marcatori | 29’ Galabinov 90+4’ L. Castaldo |

| Padova 16 novembre 2013, ore 18:00 CET 14ª giornata | Padova        | 0 – 0 referto | Brescia | Stadio Euganeo (5.624 spett.)\| Arbitro: \| Roca (Foggia) \| |
| Arbitro:                                            | Roca (Foggia) |               |         |                                                              |

| Brescia 23 novembre 2013, ore 15:00 CET 15ª giornata | Brescia               | 0 – 0 referto | Cesena | Stadio Mario Rigamonti (3.000 spett.)\| Arbitro: \| Abbattista (Molfetta) \| |
| Arbitro:                                             | Abbattista (Molfetta) |               |        |                                                                              |

| Arbitro: | Di Bello (Brindisi) |

|                   |           |                                |
| Tavano 53’, 90+4’ | Marcatori | 61’ And. Caracciolo 72’ Grossi |

| Arbitro: | Maresca (Napoli) |

|                                       |           |            |
| And. Caracciolo 43’ (rig.) Grossi 74’ | Marcatori | 59’ Sbaffo |

| Arbitro: | La Penna (Roma 1) |

|  |           |                  |
|  | Marcatori | 87’ L.A. Scaglia |

| Arbitro: | Fabbri (Ravenna) |

|                                          |           |                    |
| And. Caracciolo 3’, 14’, 72’ Sodinha 61’ | Marcatori | 16’, 81’ Pavoletti |

| Arbitro: | Ostinelli (Como) |

|                  |           |                                |
| Di Carmine 45+2’ | Marcatori | 44’ Benali 53’ And. Caracciolo |

| Arbitro: | Minelli (Varese) |

|                                                            |           |                                              |
| And. Caracciolo 34’ (rig.) Budel 48’ Terlizzi 90+1’ (aut.) | Marcatori | 30’ M. Mancosu 59’ Nizzetto 90+4’ Pagliarulo |

#### Girone di ritorno
| Arbitro: | Candussio (Cervignano del Friuli) |

|             |           |  |
| Piccolo 79’ | Marcatori |  |

| Arbitro: | Di Paolo (Avezzano) |

|                                          |           |               |
| Sodinha 66’ (rig.) Vitor Saba 84’ (rig.) | Marcatori | 30’ Sciaudone |

| Arbitro: | Pinzani (Empoli) |

|            |           |                                  |
| Rubino 67’ | Marcatori | 45+1’ And. Caracciolo 59’ Grossi |

| Arbitro: | Chiffi (Padova) |

|                     |           |             |
| And. Caracciolo 32’ | Marcatori | 74’ Litteri |

| Arbitro: | Cervellera (Taranto) |

|                     |           |  |
| Mazzotta 21’ (rig.) | Marcatori |  |

| Arbitro: | Aureliano (Bologna) |

|  |           |                                |
|  | Marcatori | 8’ Concas 24’ (rig.) Ardemagni |

| Arbitro: | Borriello (Mantova) |

|  |           |                          |
|  | Marcatori | 4’ Jonathas 30’ Paolucci |

| Arbitro: | Mariani (Aprilia) |

|                        |           |  |
| Vázquez 18’ Dybala 52’ | Marcatori |  |

| Arbitro: | Baracani (Firenze) |

|  |           |                                   |
|  | Marcatori | 25’ (rig.) N. Ferrari 48’ Bellomo |

| Arbitro: | Ghersini (Genova) |

|  |           |              |
|  | Marcatori | 69’ Zambelli |

| Arbitro: | Nasca (Bari) |

|                             |           |            |
| Giacomazzi 43’ Fabbrini 61’ | Marcatori | 63’ Benali |

| Arbitro: | Gavillucci (Latina) |

|                                                         |           |  |
| And. Caracciolo 23’ (rig.) Di Cesare 79’ M. Valotti 83’ | Marcatori |  |

| Arbitro: | Candussio (Cervignano del Friuli) |

|  |           |            |
|  | Marcatori | 88’ Corvia |

| Arbitro: | Ostinelli (Como) |

|                           |           |                                        |
| And. Caracciolo 2’ (rig.) | Marcatori | 6’ Melchiorri 47’ Jelenic 67’ Pasquato |

| Arbitro: | Roca (Foggia) |

|  |           |                                  |
|  | Marcatori | 45’ Sodinha 72’ Budel 90’ Corvia |

| Arbitro: | Di Bello (Brindisi) |

|                            |           |                                           |
| And. Caracciolo 41’ (rig.) | Marcatori | 29’ Maccarone 66’ (rig.) Tavano 90’ Verdi |

| Arbitro: | Fabbri (Ravenna) |

|                 |           |                   |
| Fischnaller 30’ | Marcatori | 78’ (rig.) Corvia |

| Arbitro: | Maresca (Napoli) |

|  |           |              |
|  | Marcatori | 18’ Granoche |

| Arbitro: | Ciampi (Roma 1) |

|           |           |                             |
| Forte 31’ | Marcatori | 72’ Paci 90+5’ (rig.) Budel |

| Arbitro: | Ghersini (Genova) |

|                                                           |           |             |
| L.A. Scaglia 15’ Budel 21’ (rig.) Morosini 56’ Benali 84’ | Marcatori | 64’ Doukara |

| Arbitro: | Bruno (Torino) |

|  |           |            |
|  | Marcatori | 46’ Corvia |

### Coppa Italia
| Arbitro: | Pairetto (Nichelino) |

|                                                |           |           |
| And. Caracciolo 2’ Mitrović 76’ Oduamadi 90+2’ | Marcatori | 83’ Gaeta |

| Arbitro: | Tagliavento (Terni) |

|              |           |  |
| Diamanti 39’ | Marcatori |  |

## Statistiche

### Statistiche di squadra
| Competizione | Punti | In casa | In casa | In casa | In casa | In casa | In casa | In trasferta | In trasferta | In trasferta | In trasferta | In trasferta | In trasferta | Totale | Totale | Totale | Totale | Totale | Totale | DR |
| Competizione | Punti | G       | V       | N       | P       | Gf      | Gs      | G            | V            | N            | P            | Gf           | Gs           | G      | V      | N      | P      | Gf     | Gs     | DR |
| ------------ | ----- | ------- | ------- | ------- | ------- | ------- | ------- | ------------ | ------------ | ------------ | ------------ | ------------ | ------------ | ------ | ------ | ------ | ------ | ------ | ------ | -- |
| Serie B      | 59    | 21      | 6       | 7       | 8       | 32      | 33      | 21           | 9            | 7            | 5            | 24           | 20           | 42     | 15     | 14     | 13     | 56     | 63     | -7 |
| Coppa Italia | -     | 1       | 1       | 0       | 0       | 3       | 1       | 1            | 0            | 0            | 1            | 0            | 1            | 2      | 1      | 0      | 1      | 3      | 2      | +1 |
| Totale       | -     | 22      | 7       | 7       | 8       | 35      | 34      | 22           | 9            | 7            | 6            | 24           | 21           | 44     | 16     | 14     | 14     | 59     | 65     | -6 |